# Evlija Cselebi

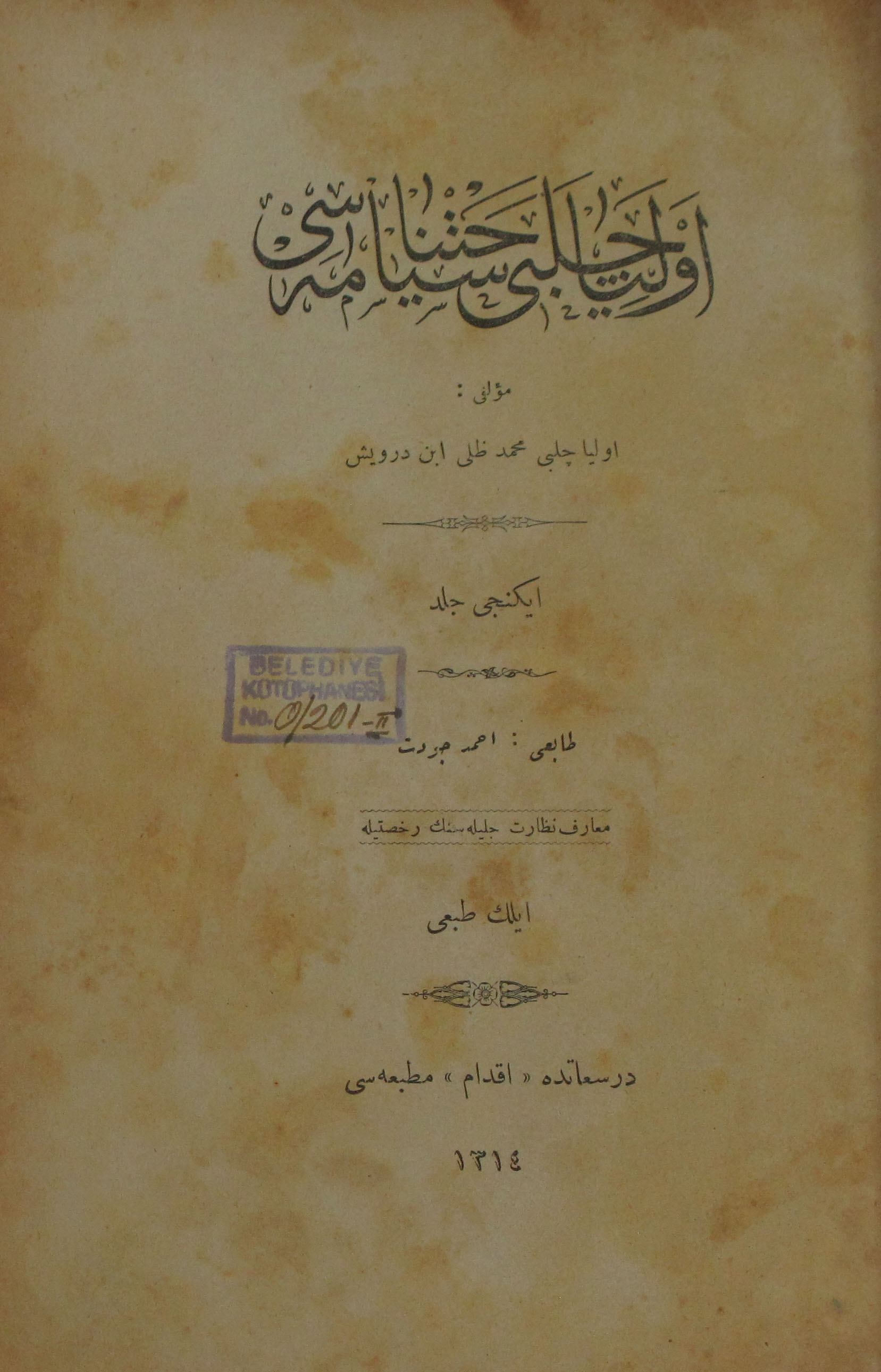
A Szejáhatnáme 1895-ös kiadásának egy lapja

Evlija Cselebi (oszmán-törökül: اوليا چلبي; török: Evliya Çelebi; Isztambul, 1611. február 25. – Kairó, 1684 vagy Isztambul, 1687) oszmán-török világutazó, történetíró, földrajzi író. Óriási műve kiemelt jelentőségű forrás többek között a magyarországi hódoltság tekintetében is.

## Életrajz
Apja a szultáni udvar ékszerésze volt, így ő is az udvarban nevelkedett. Rokona volt Melek Ahmed pasa. Kiváló neveltetést kapott, a feljegyzések szerint nagyon szépen énekelt. Kedvelt mulattatója volt IV. Murád szultánnak. Sokfelé utazott és sok emberrel érintkezett, ezeket az élményeit írja le terjedelmes Szejáhatnáme (Utazások könyve) című munkájában.
A művet az 1680-as években Kairóban tíz kötetben adta ki. Az első kötetben Isztambult írja le. Útleírásának számunkra legfontosabb részét, az 1660 és 1666 közötti magyarországi utazás leírását a hatodik kötetben találjuk. Ebben Cselebi érdekes képet fest a 17. századi magyar közállapotokról, leírja többek között Budát, a Balatont, Esztergomot és Székesfehérvárt, valamint érdekes ismertetéseket ad az 1664-es szentgotthárdi csatáról. Valószínűleg járt II. Rákóczi György erdélyi fejedelem udvarában is.
Cselebi, a török történetírás hagyományait követve, nem közölt pontos adatokat, és sokszor túloz. Mindezek ellenére mégis igen értékes forrás, melyet megfelelő forráskritikával kell értelmezni.

## Magyarul
- Evlia Cselebi török világutazó magyarországi utazásai, 1-2.; ford., jegyz. Karácson Imre; Akadémia, Bp., 1904–1908
  - 1660–1664
  - 1664–1666
- Evlia Cselebi török világutazó magyarországi utazásai, 1660–1664; előszó, szómagyarázat, jegyz. átdolg. Fodor Pál, ford. Karácson Imre; Gondolat, Bp., 1985